# Anaglyptus apicicornis
Anaglyptus apicicornis là một loài bọ cánh cứng trong họ Cerambycidae.